# Mata de Quintanar
Mata de Quintanar es una localidad perteneciente al municipio de Cabañas de Polendos, en la provincia de Segovia, comunidad autónoma de Castilla y León, España. En 2023 contaba con 98 habitantes.

## Toponimia
Conocida con anterioridad hasta el siglo XVIII como La Mata o La Mata de Polendos dada su cercanía al río Polendos.
Pudo haber sido un barrio del ahora despoblado Quintanar de Polendos, de ahí la coletilla “de Quintanar”.

## Geografía

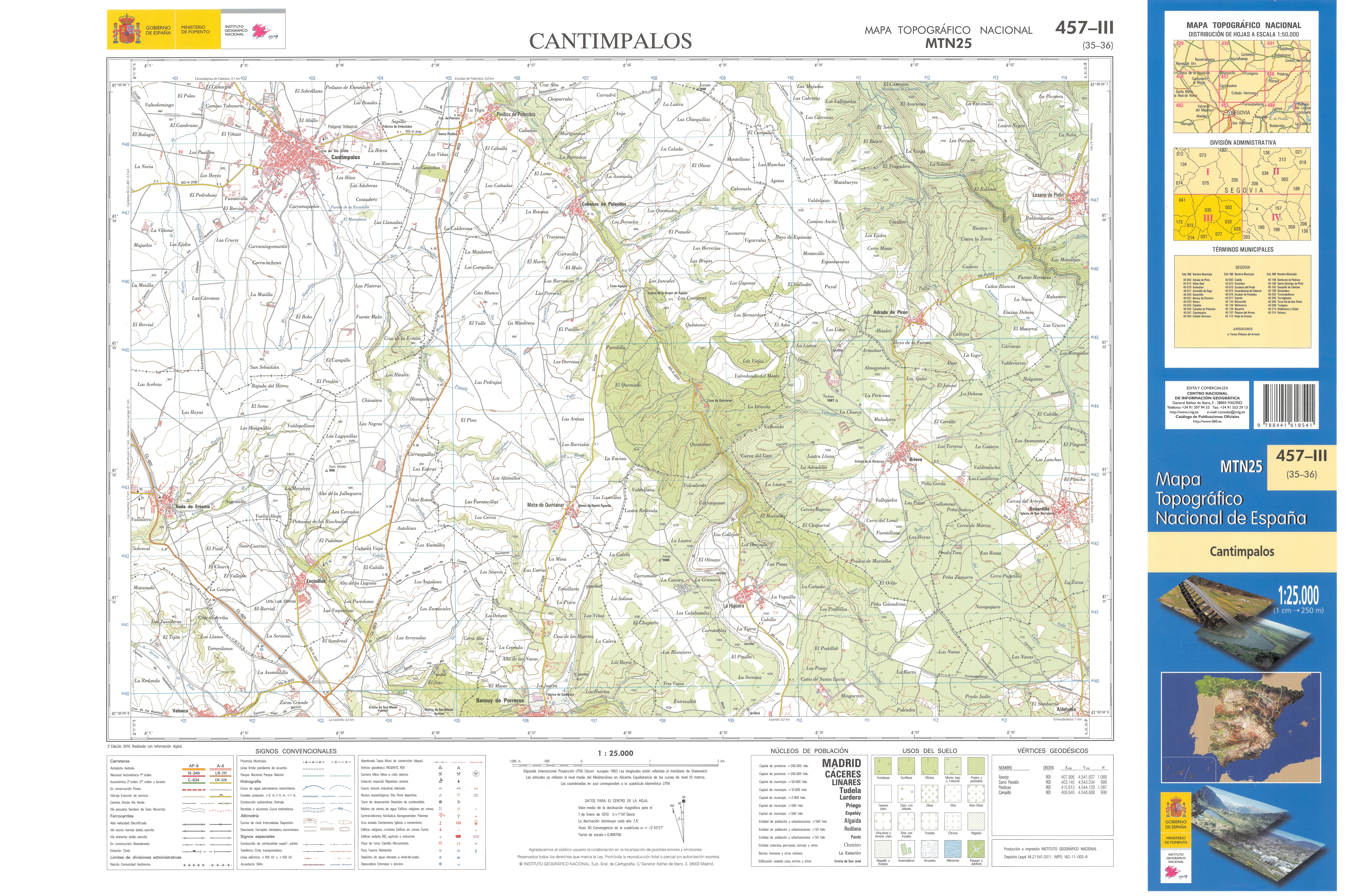
Fragmento de la hoja 457 del Mapa Topográfico Nacional de España de 2010 en el que se representa a la Mata de Quintanar

Al inicio de la meseta, alejada ya del pie de la Sierra de Guadarrama, la localidad está atravesada por la carretera vecinal  SG-V-2226  que la conecta con la  SG-20 , la  A-601  y la  CL-601a  en Bernuy de Porreros y con la  SG-V-2221  en Agejas.
| Noroeste: Encinillas, Cantimpalos, Pinillos de Polendos        | Norte: Cabañas de Polendos       | Noreste: Cabañas de Polendos                      |
| Oeste: Encinillas                                              |                                  | Este: La Higuera (Espirdo)                        |
| Suroeste: Valseca                                              | Sur: Bernuy de Porreros, Segovia | Sureste: La Higuera (Espirdo), Bernuy de Porreros |
| ----Mapa interactivo — La Mata de Quintanar y su término local |                                  |                                                   |

## Historia
De origen medieval, previa al siglos XIII de cuando data la iglesia, posiblemente originada en la migración de los renteros del marquesado de Quintanar para asentarse en esta zona por la cercanía a los terrenos que trabajaban. Esas tierras se siguen trabajando a día de hoy, ya que la agricultura sigue siendo la actividad principal entre sus pobladores.
Pertenece desde su fundación a la Comunidad de Ciudad y Tierra de Segovia, dentro del Sexmo de Cabezas, fue un municipio independiente hasta 1844 cuando se anejó a Cabañas de Polendos.

## Demografía
Evolución de la población
| Gráfica de evolución demográfica de Mata de Quintanar entre 1828 y 2023 |
| |
| Población según el Diccionario geográfico-estadístico de España y Portugal de Sebastián Miñano. Población según los censos del siglo XIX. Población residente (2000-2021) según los censos de población del INE. Población según el padrón municipal de 2023 del INE. |

En 2022 contaba con 85 habitantes, en clara tendencia al alza con nueva población procedente de otros lugares.

## Transporte

### Autobuses
La Mata de Quintanar forma parte de la red de transporte Metropolitano de Segovia que va recorriendo los distintos pueblos de la provincia.
| Línea | Trayecto                                                                      |
| ----- | ----------------------------------------------------------------------------- |
| M3    | Cabañas de Polendos - Segovia (por Bernuy de Porreros y la Mata de Quintanar) |

## Cultura

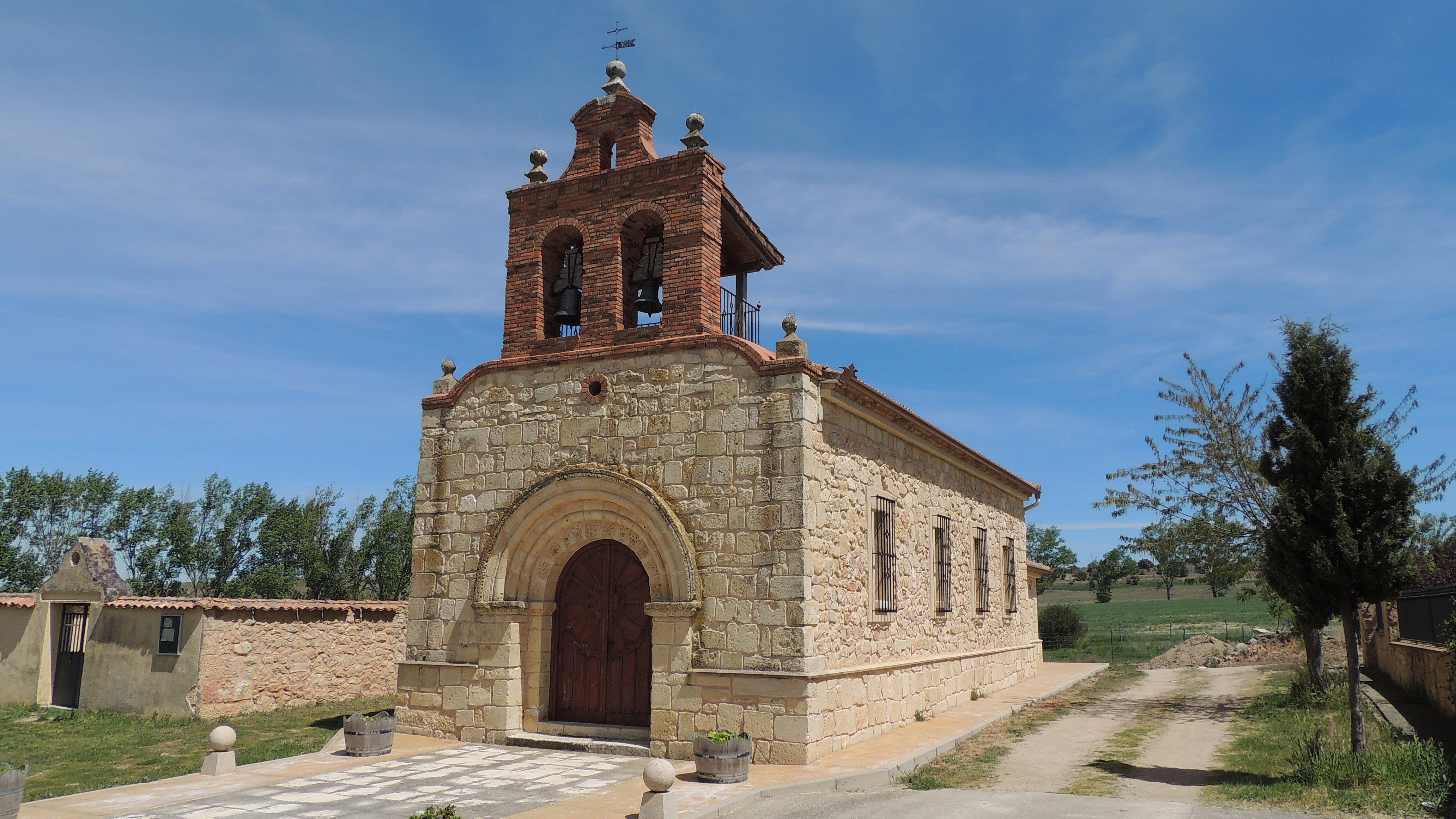
Iglesia de Santa Águeda

### Patrimonio
- Iglesia de Santa Águeda. La primera construcción, románica, tiene origen en el siglo XIII, con claras reformas la portada está reaprovechada del templo inicial. Destaca su arco interior y sus arquivoltas sobre jambas con motivos florales;
- Potro de herrar;
- Fragua rehabilitada;
- Taller artesano dedicado a la forja artística;
- Pilón de agua con siete abrevaderos.[3][2]

### Fiestas
- San Antonio, el 13 de junio;
- Virgen del Rosario, el primer domingo de septiembre.[2]